# Coupe du monde de VTT 2001
Navigation
2000 2002
La Coupe du monde de VTT 2001 est la 11e édition de la Coupe du monde de VTT. Elle comprend quatre disciplines : cross country, cross country contre-la-montre, descente et dual slalom. Chaque discipline est composée de 8 étapes. À noter que la troisième étape en descente et dual slalom et la quatrième de cross country, initialement prévue à Whistler, se sont déroulées à Grouse Mountain.

## Cross-country

### Hommes
| # | Date       | Lieu             | Vainqueur            | Deuxième         | Troisième            | Leader du général    |
| - | ---------- | ---------------- | -------------------- | ---------------- | -------------------- | -------------------- |
| 1 | 8 avril    | Napa Valley      | José Antonio Hermida | Marc Hanisch     | Marco Bui            | José Antonio Hermida |
| 1 | 8 avril    | Napa Valley      | 2 h 02 min 06 s      | + 8 s            | + 12 s               | José Antonio Hermida |
| 2 | 13 mai     | Sarentino        | Miguel Martinez      | Roland Green     | Bart Brentjens       | José Antonio Hermida |
| 2 | 13 mai     | Sarentino        | 2 h 09 min 04 s      | + 3 s            | + 22 s               | José Antonio Hermida |
| 3 | 20 mai     | Houffalize       | Roland Green         | Bas van Dooren   | José Antonio Hermida | Roland Green         |
| 3 | 20 mai     | Houffalize       | 1 h 51 min 03 s      | + 1 min 06 s     | + 1 min 15 s         | Roland Green         |
| 4 | 8 juillet  | Grouse Mountain  | Christoph Sauser     | Roland Green     | Cadel Evans          | Roland Green         |
| 4 | 8 juillet  | Grouse Mountain  | 1 h 57 min 08 s      | + 11 s           | + 13 s               | Roland Green         |
| 5 | 15 juillet | Durango          | Julien Absalon       | Kashi Leuchs     | Cadel Evans          | Roland Green         |
| 5 | 15 juillet | Durango          | 2 h 00 min 14 s      | + 12 s           | + 27 s               | Roland Green         |
| 6 | 5 août     | Leysin           | Miguel Martinez      | Christoph Sauser | Ludovic Dubau        | Miguel Martinez      |
| 6 | 5 août     | Leysin           | 1 h 57 min 23 s      | + 48 s           | + 1 min 28 s         | Miguel Martinez      |
| 7 | 12 août    | Kaprun           | Thomas Frischknecht  | Cadel Evans      | Roel Paulissen       | Miguel Martinez      |
| 7 | 12 août    | Kaprun           | 2 h 02 min 07 s      | + 51 s           | + 2 min 28 s         | Miguel Martinez      |
| 8 | 26 août    | Mont-Sainte-Anne | Roland Green         | Ryder Hesjedal   | José Antonio Hermida | Roland Green         |
| 8 | 26 août    | Mont-Sainte-Anne | 1 h 59 min 29 s      | + 40 s           | + 55 s               | Roland Green         |

| Pos | Cycliste             | Pts  |
| --- | -------------------- | ---- |
| 1.  | Roland Green         | 1101 |
| 2.  | José Antonio Hermida | 1065 |
| 3.  | Miguel Martinez      | 987  |
| 4.  | Cadel Evans          | 811  |
| 5.  | Christoph Sauser     | 793  |
| 6.  | Julien Absalon       | 759  |
| 7.  | Bart Brentjens       | 705  |
| 8.  | Kashi Leuchs         | 693  |
| 9.  | Roel Paulissen       | 680  |
| 10. | Bas van Dooren       | 655  |

### Femmes
| # | Date       | Lieu             | Vainqueur          | Deuxième           | Troisième           | Leader du général |
| - | ---------- | ---------------- | ------------------ | ------------------ | ------------------- | ----------------- |
| 1 | 8 avril    | Napa Valley      | Barbara Blatter    | Alison Dunlap      | Alison Sydor        | Barbara Blatter   |
| 1 | 8 avril    | Napa Valley      | 1 h 53 min 07 s    | + 30 s             | + 1 min 15 s        | Barbara Blatter   |
| 2 | 13 mai     | Sarentino        | Margarita Fullana  | Barbara Blatter    | Alison Dunlap       | Barbara Blatter   |
| 2 | 13 mai     | Sarentino        | 1 h 26 min 21 s    | + 1 min 14 s       | + 2 min 23 s        | Barbara Blatter   |
| 3 | 20 mai     | Houffalize       | Margarita Fullana  | Barbara Blatter    | Alison Dunlap       | Barbara Blatter   |
| 3 | 20 mai     | Houffalize       | 1 h 49 min 35 s    | + 1 min 20 s       | + 1 min 47 s        | Barbara Blatter   |
| 4 | 8 juillet  | Grouse Mountain  | Barbara Blatter    | Chrissy Redden     | Alison Dunlap       | Barbara Blatter   |
| 4 | 8 juillet  | Grouse Mountain  | 2 h 07 min 42 s    | + 2 min 04 s       | + 3 min 00 s        | Barbara Blatter   |
| 5 | 15 juillet | Durango          | Mary Grigson       | Barbara Blatter    | Caroline Alexander  | Barbara Blatter   |
| 5 | 15 juillet | Durango          | 1 h 47 min 45 s    | + 1 min 05 s       | + 1 min 27 s        | Barbara Blatter   |
| 6 | 5 août     | Leysin           | Laurence Leboucher | Margarita Fullana  | Annabella Stropparo | Barbara Blatter   |
| 6 | 5 août     | Leysin           | 1 h 57 min 00 s    | + 18 s             | + 2 min 08 s        | Barbara Blatter   |
| 7 | 12 août    | Kaprun           | Margarita Fullana  | Irina Kalentieva   | Annabella Stropparo | Barbara Blatter   |
| 7 | 12 août    | Kaprun           | 1 h 59 min 22 s    | + 2 min 40 s       | + 3 min 23 s        | Barbara Blatter   |
| 8 | 26 août    | Mont-Sainte-Anne | Chrissy Redden     | Caroline Alexander | Barbara Blatter     | Barbara Blatter   |
| 8 | 26 août    | Mont-Sainte-Anne | 2 h 03 min 34 s    | + 23 s             | + 1 min 52 s        | Barbara Blatter   |

| Pos | Cycliste            | Pts  |
| --- | ------------------- | ---- |
| 1.  | Barbara Blatter     | 1485 |
| 2.  | Caroline Alexander  | 1015 |
| 3.  | Margarita Fullana   | 950  |
| 4.  | Annabella Stropparo | 893  |
| 5.  | Alison Dunlap       | 890  |
| 5.  | Sabine Spitz        | 890  |
| 7.  | Chrissy Redden      | 788  |
| 8.  | Alison Sydor        | 660  |
| 9.  | Mary Grigson        | 545  |
| 10. | Laurence Leboucher  | 475  |

## Cross-country contre-la-montre

### Hommes
| # | Date    | Lieu        | Vainqueur                          | Deuxième                           | Troisième                          | Leader du général                  |
| - | ------- | ----------- | ---------------------------------- | ---------------------------------- | ---------------------------------- | ---------------------------------- |
| 1 | 7 avril | Napa Valley | Marco Bui                          | Ryder Hesjedal                     | Roland Green                       | Marco Bui                          |
| 2 | 12 mai  | Sarentino   | Miguel Martinez                    | Roland Green                       | Bas van Dooren                     | Marco Bui                          |
| 3 | 19 mai  | Houffalize  | Marco Bui                          | Roland Green                       | Michael Rasmussen                  | Marco Bui                          |
| 4 | 4 août  | Leysin      | Julien Absalon                     | Thomas Frischknecht                | Cédric Ravanel                     | Marco Bui                          |
| 5 | 11 août | Kaprun      | Course annulée à cause de la pluie | Course annulée à cause de la pluie | Course annulée à cause de la pluie | Course annulée à cause de la pluie |

| Pos | Coureur           | Pts |
| --- | ----------------- | --- |
| 1.  | Marco Bui         | 66  |
| 2.  | Roland Green      | 49  |
| 3.  | Miguel Martinez   | 36  |
| 4.  | Bas van Dooren    | 35  |
| 5.  | Michael Rasmussen | 31  |
| 6.  | Ryder Hesjedal    | 28  |
| 7.  | Ludovic Dubau     | 23  |
| 8.  | Julien Absalon    | 21  |
| 9.  | Bart Brentjens    | 21  |
| 10. | Cédric Ravanel    | 20  |

### Femmes
| # | Date    | Lieu        | Vainqueur                          | Deuxième                           | Troisième                          | Leader du général                  |
| - | ------- | ----------- | ---------------------------------- | ---------------------------------- | ---------------------------------- | ---------------------------------- |
| 1 | 7 avril | Napa Valley | Chrissy Redden                     | Alison Dunlap                      | Barbara Blatter                    | Chrissy Redden                     |
| 2 | 12 mai  | Sarentino   | Margarita Fullana                  | Barbara Blatter                    | Annabella Stropparo                | Barbara Blatter                    |
| 3 | 19 mai  | Houffalize  | Margarita Fullana                  | Annabella Stropparo                | Caroline Alexander                 | Barbara Blatter                    |
| 4 | 3 août  | Leysin      | Margarita Fullana                  | Gunn-Rita Dahle                    | Annabella Stropparo                | Margarita Fullana                  |
| 5 | 11 août | Kaprun      | Course annulée à cause de la pluie | Course annulée à cause de la pluie | Course annulée à cause de la pluie | Course annulée à cause de la pluie |

| Pos | Coureuse            | Pts |
| --- | ------------------- | --- |
| 1.  | Margarita Fullana   | 60  |
| 2.  | Annabella Stropparo | 56  |
| 3.  | Barbara Blatter     | 52  |
| 4.  | Caroline Alexander  | 48  |
| 4.  | Alison Dunlap       | 37  |
| 6.  | Alison Sydor        | 23  |
| 7.  | Chrissy Redden      | 21  |
| 8.  | Sabine Spitz        | 20  |
| 9.  | Laurence Leboucher  | 18  |
| 10. | Janet Puiggrós      | 17  |

## Descente

### Hommes
| # | Date       | Lieu             | Vainqueur        | Deuxième         | Troisième        | Leader du général |
| - | ---------- | ---------------- | ---------------- | ---------------- | ---------------- | ----------------- |
| 1 | 10 juin    | Maribor          | Steve Peat       | Nicolas Vouilloz | Fabien Barel     | Steve Peat        |
| 2 | 17 juin    | Vars             | Steve Peat       | Chris Kovarik    | Fabien Barel     | Steve Peat        |
| 3 | 8 juillet  | Grouse Mountain  | Fabien Barel     | Chris Kovarik    | Michael Hannah   | Fabien Barel      |
| 4 | 15 juillet | Durango          | Mickaël Pascal   | Eric Carter      | Colin Bailey     | Fabien Barel      |
| 5 | 29 juillet | Arai             | Nicolas Vouilloz | Sean McCarroll   | Michael Ronning  | Fabien Barel      |
| 6 | 5 août     | Leysin           | Mickaël Pascal   | Greg Minnaar     | Cédric Gracia    | Nicolas Vouilloz  |
| 7 | 12 août    | Kaprun           | Greg Minnaar     | Cédric Gracia    | Nicolas Vouilloz | Nicolas Vouilloz  |
| 8 | 26 août    | Mont-Sainte-Anne | Chris Kovarik    | Greg Minnaar     | Nicolas Vouilloz | Greg Minnaar      |

| Pos | Coureur          | Pts  |
| --- | ---------------- | ---- |
| 1.  | Greg Minnaar     | 1222 |
| 2.  | Nicolas Vouilloz | 1210 |
| 3.  | Mickaël Pascal   | 1055 |
| 4.  | Chris Kovarik    | 852  |
| 5.  | Cédric Gracia    | 851  |
| 6.  | Fabien Barel     | 834  |
| 7.  | Óscar Saiz       | 673  |
| 8.  | Sean McCarroll   | 632  |
| 9.  | Steve Peat       | 600  |
| 10. | Michael Hannah   | 531  |

### Femmes
| # | Date       | Lieu             | Vainqueur              | Deuxième               | Troisième       | Leader du général      |
| - | ---------- | ---------------- | ---------------------- | ---------------------- | --------------- | ---------------------- |
| 1 | 10 juin    | Maribor          | Anne-Caroline Chausson | Leigh Donovan          | Missy Giove     | Anne-Caroline Chausson |
| 2 | 17 juin    | Vars             | Anne-Caroline Chausson | Fionn Griffiths        | Missy Giove     | Anne-Caroline Chausson |
| 3 | 8 juillet  | Grouse Mountain  | Anne-Caroline Chausson | Missy Giove            | Tracy Moseley   | Anne-Caroline Chausson |
| 4 | 15 juillet | Durango          | Anne-Caroline Chausson | Tracy Moseley          | Missy Giove     | Anne-Caroline Chausson |
| 5 | 29 juillet | Arai             | Anne-Caroline Chausson | Missy Giove            | Sabrina Jonnier | Anne-Caroline Chausson |
| 6 | 5 août     | Leysin           | Katja Repo             | Anne-Caroline Chausson | Céline Gros     | Anne-Caroline Chausson |
| 7 | 12 août    | Kaprun           | Anne-Caroline Chausson | Tracy Moseley          | Sabrina Jonnier | Anne-Caroline Chausson |
| 8 | 26 août    | Mont-Sainte-Anne | Sabrina Jonnier        | Leigh Donovan          | Céline Gros     | Anne-Caroline Chausson |

| Pos | Coureuse               | Pts  |
| --- | ---------------------- | ---- |
| 1.  | Anne-Caroline Chausson | 1695 |
| 2.  | Missy Giove            | 1360 |
| 3.  | Sabrina Jonnier        | 1161 |
| 4.  | Fionn Griffiths        | 1114 |
| 5.  | Katja Repo             | 1097 |
| 6.  | Leigh Donovan          | 1039 |
| 7.  | Tracy Moseley          | 1014 |
| 8.  | Marielle Saner         | 844  |
| 9.  | Marla Streb            | 559  |
| 10. | Céline Gros            | 465  |

## Dual slalom

### Hommes
| # | Date       | Lieu             | Vainqueur                          | Deuxième                           | Troisième                          | Leader du général                  |
| - | ---------- | ---------------- | ---------------------------------- | ---------------------------------- | ---------------------------------- | ---------------------------------- |
| 1 | 9 juin     | Maribor          | Brian Lopes                        | Cédric Gracia                      | Mickaël Deldycke                   | Brian Lopes                        |
|   | 16 juin    | Vars             | Course annulée à cause de la pluie | Course annulée à cause de la pluie | Course annulée à cause de la pluie | Course annulée à cause de la pluie |
| 3 | 7 juillet  | Grouse Mountain  | Brian Lopes                        | Eric Carter                        | Mickaël Deldycke                   | Brian Lopes                        |
| 4 | 14 juillet | Durango          | Brian Lopes                        | Wade Bootes                        | Cédric Gracia                      | Brian Lopes                        |
| 5 | 28 juillet | Arai             | Wade Bootes                        | Mickaël Deldycke                   | Brian Lopes                        | Brian Lopes                        |
| 6 | 4 août     | Leysin           | Brian Lopes                        | Eric Carter                        | Scott Beaumont                     | Brian Lopes                        |
| 7 | 11 août    | Kaprun           | Brian Lopes                        | Michal Prokop                      | Wade Bootes                        | Brian Lopes                        |
| 2 | 12 août    | Kaprun           | Brian Lopes                        | Mickaël Deldycke                   | Wade Bootes                        | Brian Lopes                        |
| 8 | 25 août    | Mont-Sainte-Anne | Eric Carter                        | Mickaël Deldycke                   | Cédric Gracia                      | Brian Lopes                        |

| Pos | Coureur          | Pts |
| --- | ---------------- | --- |
| 1.  | Brian Lopes      | 345 |
| 2.  | Eric Carter      | 193 |
| 3.  | Mickaël Deldycke | 191 |
| 4.  | Wade Bootes      | 185 |
| 5.  | Cédric Gracia    | 159 |
| 6.  | Mike King        | 114 |
| 7.  | Scott Beaumont   | 55  |
| 7.  | Greg Minnaar     | 55  |
| 9.  | Michal Prokop    | 51  |
| 10. | Sean McCarroll   | 39  |

### Femmes
| # | Date       | Lieu             | Vainqueur                          | Deuxième                           | Troisième                          | Leader du général                    |
| - | ---------- | ---------------- | ---------------------------------- | ---------------------------------- | ---------------------------------- | ------------------------------------ |
| 1 | 9 juin     | Maribor          | Anne-Caroline Chausson             | Leigh Donovan                      | Katrina Miller                     | Anne-Caroline Chausson               |
|   | 16 juin    | Vars             | Course annulée à cause de la pluie | Course annulée à cause de la pluie | Course annulée à cause de la pluie | Course annulée à cause de la pluie   |
| 3 | 7 juillet  | Grouse Mountain  | Leigh Donovan                      | Anne-Caroline Chausson             | Tara Llanes                        | Anne-Caroline Chausson Leigh Donovan |
| 4 | 14 juillet | Durango          | Leigh Donovan                      | Tara Llanes                        | Anne-Caroline Chausson             | Leigh Donovan                        |
| 5 | 28 juillet | Arai             | Leigh Donovan                      | Katrina Miller                     | Sabrina Jonnier                    | Leigh Donovan                        |
| 6 | 4 août     | Leysin           | Katrina Miller                     | Sabrina Jonnier                    | Céline Gros                        | Leigh Donovan                        |
| 7 | 11 août    | Kaprun           | Katrina Miller                     | Leigh Donovan                      | Tara Llanes                        | Leigh Donovan                        |
| 2 | 12 août    | Kaprun           | Sabrina Jonnier                    | Katrina Miller                     | Tara Llanes                        | Leigh Donovan                        |
| 8 | 25 août    | Mont-Sainte-Anne | Leigh Donovan                      | Katrina Miller                     | Tara Llanes                        | Leigh Donovan                        |

| Pos | Coureuse               | Pts |
| --- | ---------------------- | --- |
| 1.  | Leigh Donovan          | 320 |
| 2.  | Katrina Miller         | 225 |
| 3.  | Tara Llanes            | 205 |
| 4.  | Sabrina Jonnier        | 177 |
| 5.  | Anne-Caroline Chausson | 120 |
| 6.  | Katja Repo             | 79  |
| 7.  | Tai-Lee Muxlow         | 70  |
| 8.  | Céline Gros            | 55  |
| 9.  | Kathleen Pruitt        | 22  |
| 10. | Missy Giove            | 20  |